# Plagiothecium pilosum
Plagiothecium pilosum là một loài rêu trong họ Plagiotheciaceae. Loài này được Broth. & M. Yasuda mô tả khoa học đầu tiên năm 1926.